# Bambuterol
Bambuterol ist ein Arzneistoff aus der Gruppe der selektiven β2-Adrenozeptor-Agonisten, der oral zur Verhütung und Behandlung obstruktiver Atemwegserkrankungen eingesetzt wird. Der Wirkstoff Bambuterol, ein Prodrug des β2-adrenergen Agonisten Terbutalin, ist in 28 Ländern für die Behandlung von Asthma zugelassen und in Form von Tabletten als Hydrochlorid erhältlich. Das Hydrochlorid wird als Racemat arzneilich verwendet.

## Pharmakologie
Bambuterol hat weniger Nebenwirkungen und eine ähnliche klinische Wirksamkeit wie andere orale Bronchodilatatoren. Mit dieser Studie wurde gezeigt, dass Bambuterol (10 mg/Tag) zu einer erheblichen Verbesserung der Lungenfunktionstests der Patienten und zu einer Reduktion der Asthmasymptome führt. Bambuterol stellt damit eine wirksame Alternative bei Asthmapatienten, die mit Inhalationsgeräten oder -techniken nicht zurechtkommen, aber eine orale Therapie akzeptieren.
Der maximale therapeutische Nutzen von Bambuterol erfordert eine Behandlungsdauer von mehr als einer Woche.

## Synthese
Die mehrstufige Synthese von Bambuterol ist in der folgenden Reaktionssequenz beschrieben:
Zur Synthese von Bambuterol wird 3,5-Dihydroxyacetophenon mit Dimethylcarbamoylchlorid in Pyridin zu 5-Acetyl-1,3-phenylen-bis(dimethylcarbamat) umgesetzt. Durch anschließende Bromierung und Zugabe von N-Benzyl-tert-butylamin wird 5-(N-Benzyl-N-(tert-butyl)glycyl)-1,3-phenylen-bis(dimethylcarbamat) erhalten. Im letzten Schritt wird durch Umsetzung mit Wasserstoff und Palladium racemisches Bambuterol erhalten.

## Handelsnamen
Bambec (D, GB), Oxéol (F)

### Anwendung
Verhütung und Behandlung von Atemwegserkrankungen, die mit einer Verengung der Atemwege durch Krämpfe der Bronchialmuskulatur einhergehen (obstruktive Atemwegserkrankungen). Hinweis: Bambec ist nur für Patienten, die nicht symptomorientiert mit inhalativen β2-Sympathomimetika behandelt werden können, geeignet. Bei Patienten mit Asthma bronchiale sollte eine Behandlung mit Bambuterol in Ergänzung z. B. mit Glukokortikoiden zur Inhalation oder Leukotrienrezeptor-Antagonisten erfolgen.